# 영광역 (평양)
영광역(榮光驛)은 조선민주주의인민공화국 평양직할시 중구역에 있는 평양 지하철도 만경대선의 역이다. 부역명은 평양역, 학생영화관이며, 근처에 평양역이 있다.

## 역 구조
승강장은 1폼 2선인 섬식 승강장이다. 지하철역이지만 역사는 지상에 있다. 승강장의 위치는 지하 50~100미터이다. 개찰구로부터 승강장까지는 에스컬레이터로 이동한다. 샹들리에나 대리석 기둥 등 호화로운 장식이 되어 있는 것도 특징이다.
승강장
| 상행 | ●만경대선 | 부흥 방면        |
| 하행 | ●만경대선 | 전우·붉은별 방면 |

- 승강장 번호는 없다.

## 사진

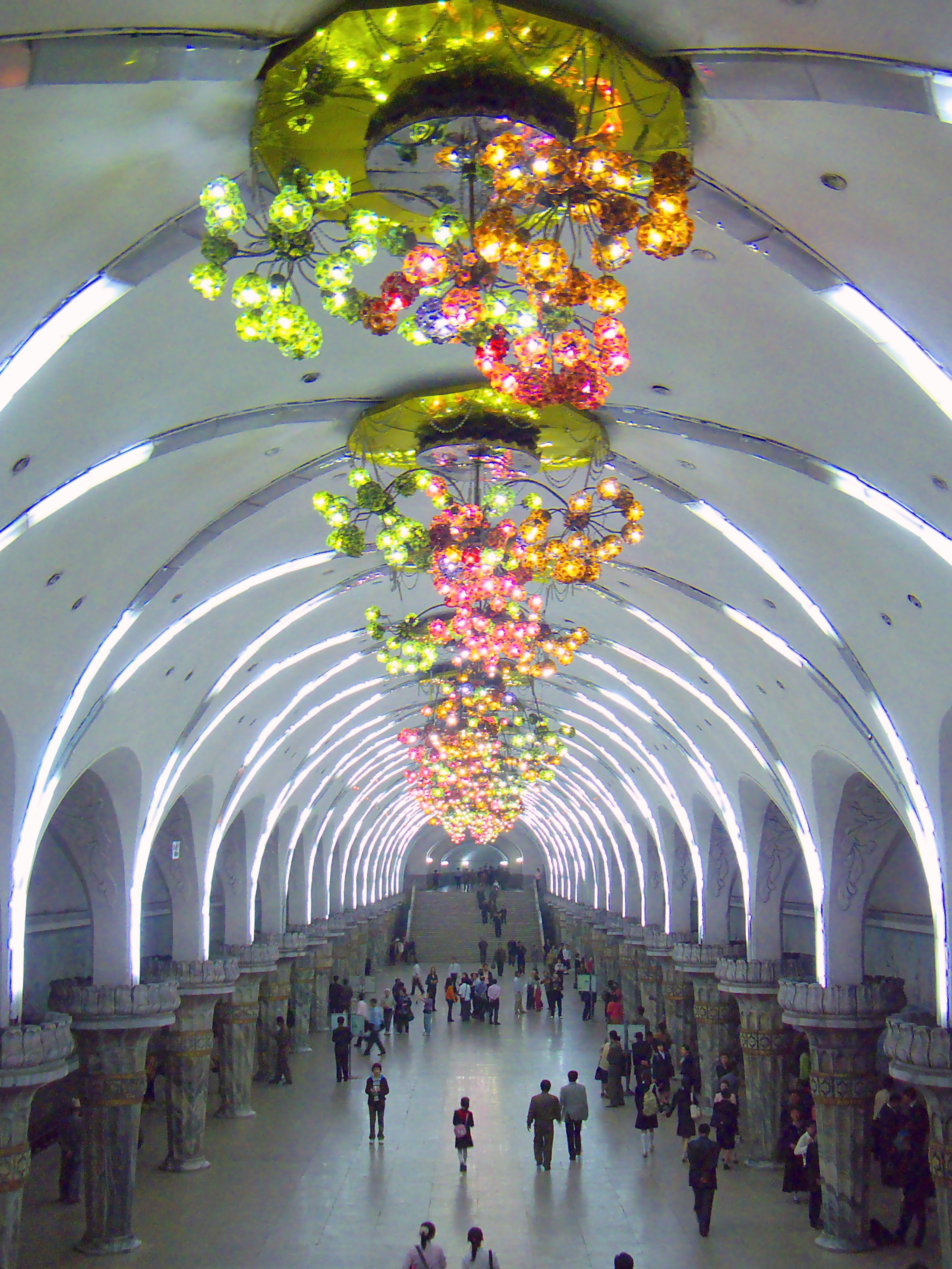
승강장
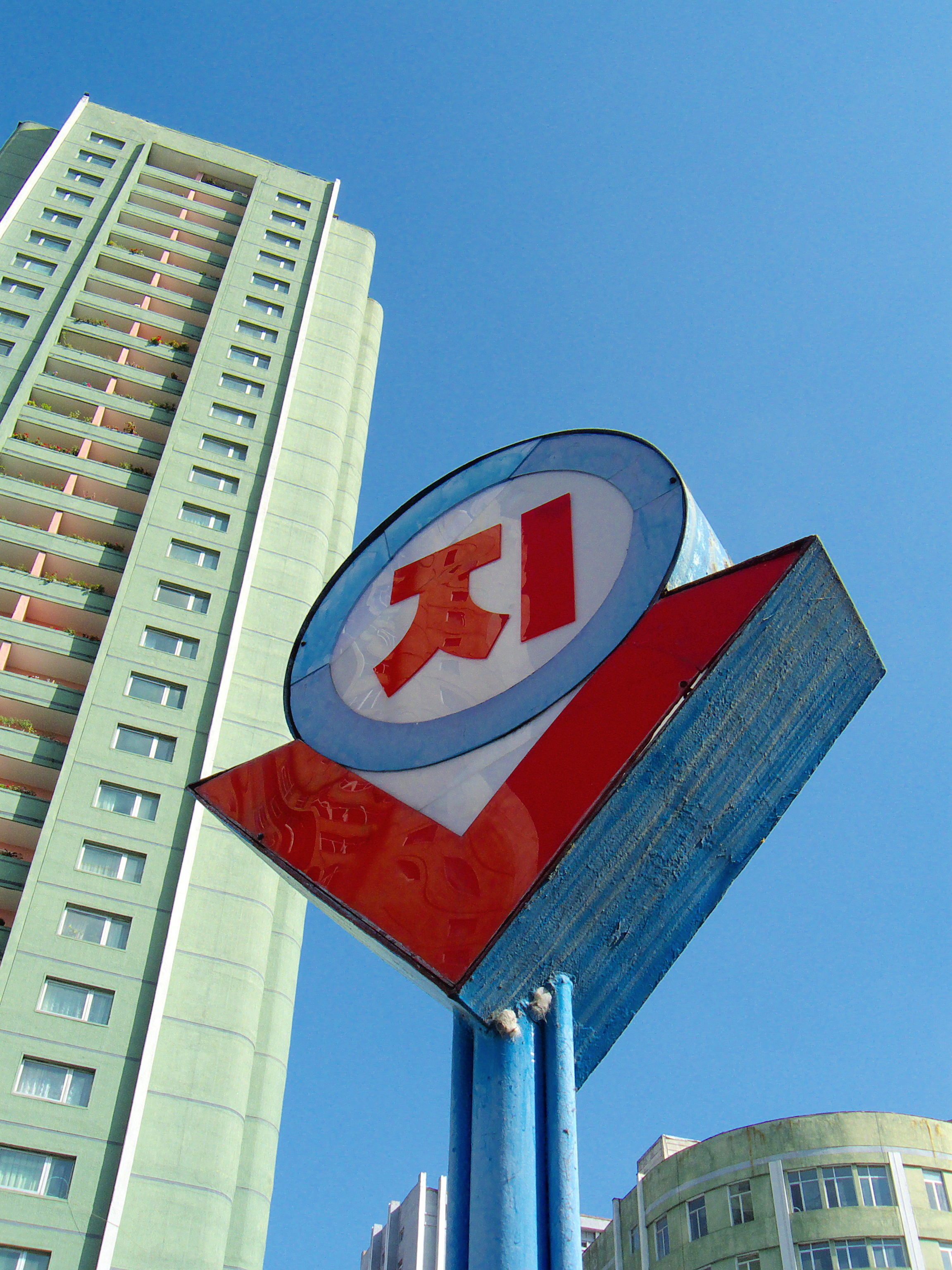
지하철 표시
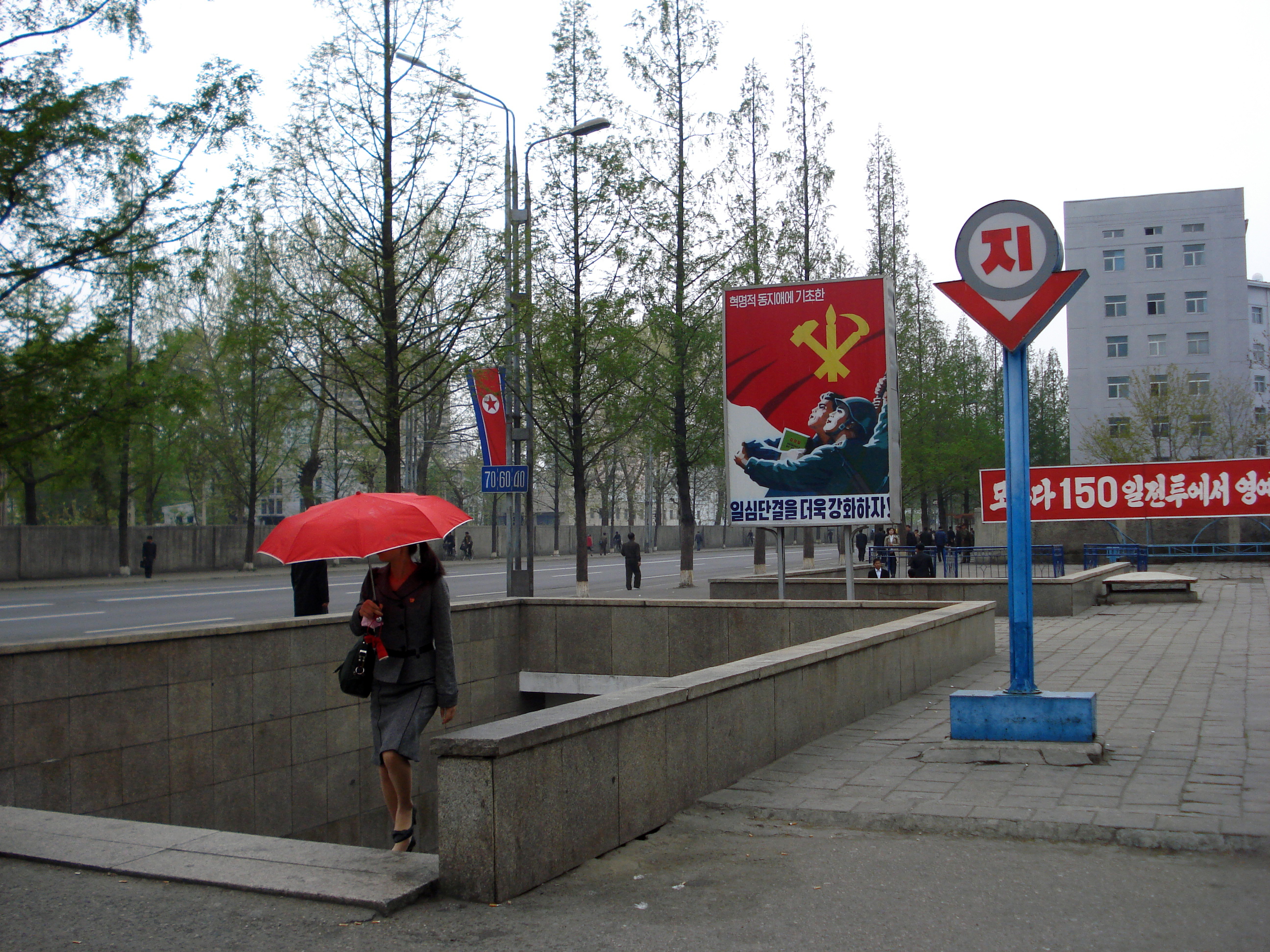
출입구

## 역 주변
- 고려호텔
- 김책공업종합대학
- 양각교
- 평양역
- 평양역전백화점